# Du bist
"Du bist" (Tu és) foi a canção que representou a Áustria na final do Festival Eurovisão da Canção 2004 que teve lugar em Istambul, Turquia em 15 de Maio desse ano.
A referida canção foi interpretada em Alemão pelos Tie Break. Como a Áustria terminou a edição anterior no top 10, não necessitou de passar pelas semi-finais. Foi a segunda a cantar na noite da final, depois da canção da Espanha "Para Llenarme de Ti" e antes da canção da Noruega "High". A canção terminou em 21º lugar com 9 pontos. 
A canção provou ser um pouco controversa antes do concurso, com os ex-concorrentes Waterloo & Robinson (a banda que terminou em segundo lugar noa final nacional da Áustria), protestando porque a música era mais longa do que os 3 minutos legais (a versão do CD é entre 3:09 e 3:11). O protesto não foi confirmado, e Tie Break representaram a Áustria. A canção em si é uma balada de boy band, com os cantores descrevendo as várias qualidades de seus amantes. Apesar da má qualificação, atingiu o 44º lugar no Austrian Singles Chart e ficou por dez semanas.